# Max Hunt
Max Hunt (sinh ngày 1 tháng 5 năm 1999) là một cầu thủ bóng đá người Anh thi đấu cho Carlisle United, ở vị trí hậu vệ.

## Sự nghiệp
Sinh ra ở Chesterfield, Hunt thi đấu bóng đá trẻ với Nottingham Forest và Mansfield Town, và ở non-league với Matlock Town, trước khi kí hợp đồng với Derby County vào tháng 2 năm 2018. Anh thi đấu cho mượn tại Aldershot Town mùa giải 2019-20, trước khi chuyển đến Carlisle United vào tháng 1 năm 2020.